# Caleb McLaughlin

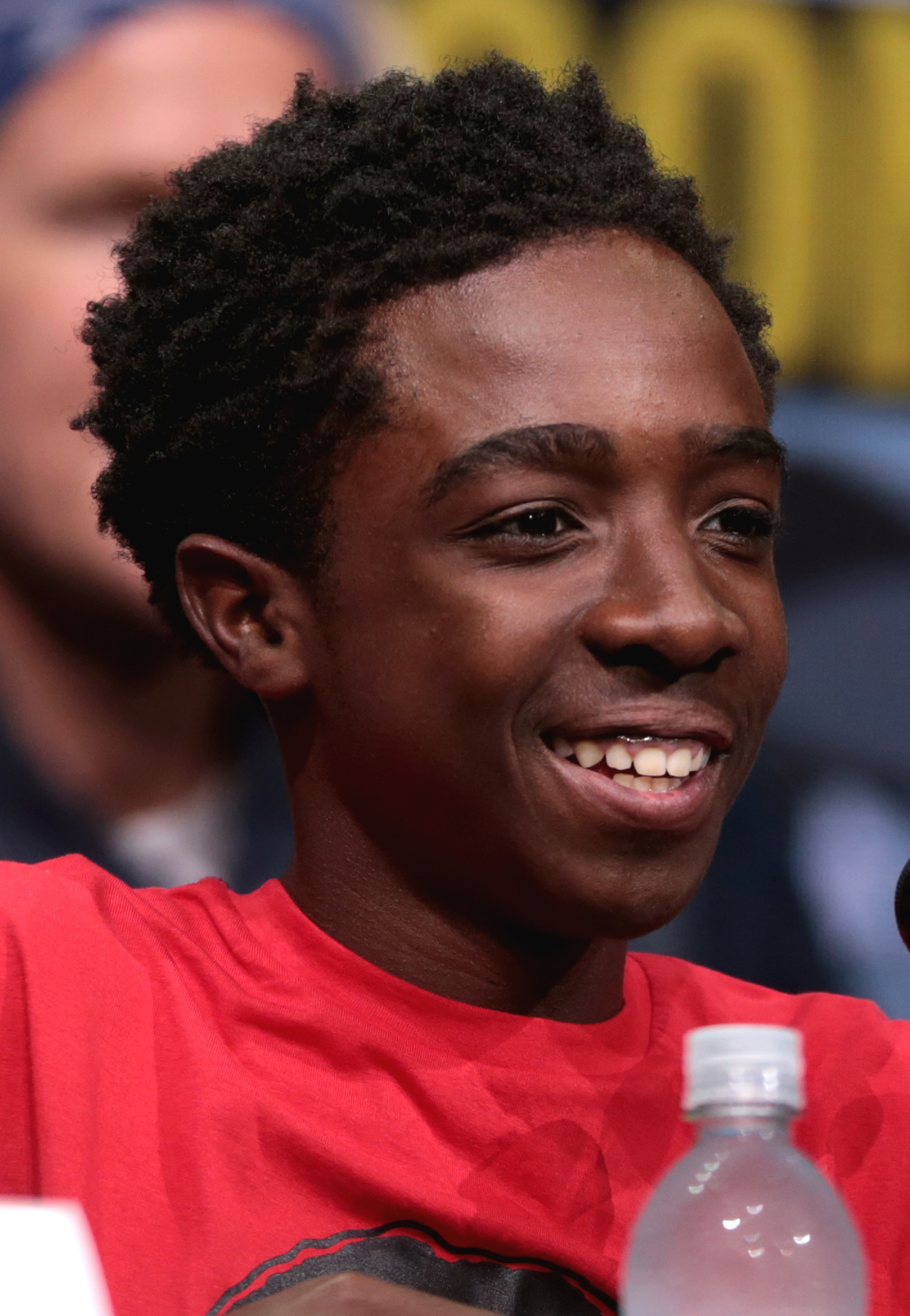
Caleb McLaughlin (2017)

Caleb Reginald Benjamin McLaughlin (* 13. Oktober 2001 in Carmel, New York) ist ein US-amerikanischer Schauspieler.

## Leben
Er begann seine Karriere auf Broadway-Bühnen als junger Simba in Der König der Löwen. McLaughlin besuchte die Harlem School of Arts.
Internationale Bekanntheit erlangte er als Lucas Sinclair in der US-amerikanischen Science-Fiction-Mysteryserie Stranger Things, die auf Netflix ausgestrahlt wird. Er spielte in allen vier Staffeln mit. 2017 wurde er zusammen mit seinen Mitschauspielern der Serie mit einem Screen Actors Guild Award für das beste Ensemble einer Dramaserie ausgezeichnet.

## Filmografie (Auswahl)
- 2013: Law & Order: Special Victims Unit (Episode 14x19)
- 2014: Unforgettable (Episode 3x01)
- 2014: Forever (Episode 1x05)
- 2016: Shades of Blue (3 Episoden)
- 2016: Blue Bloods – Crime Scene New York (Episode 7x05)
- seit 2016: Stranger Things
- 2019: High Flying Bird
- 2020: Concrete Cowboy
- 2023: Shooting Stars
- 2023: The Book of Clarence
- 2024: The Deliverance

## Bühne
- 2012–2014: Der König der Löwen, als junger Simba, Minskoff Theatre Broadway[4]